# Karl Adam
Pour les articles homonymes, voir Adam (homonymie).
Karl Borromäus Adam est un prêtre allemand de l’Église catholique (22 octobre 1876 – 1er avril 1966) qui fut professeur de théologie à l’Université de Tübingen (1919-1949) et dont les écrits anticipèrent l’approche œcuménique prônée par le Concile Vatican II.

## Biographie
Né en Bavière en 1876, il suivit des cours de philosophie et de théologie au Séminaire de Ratisbonne et fut ordonné prêtre en 1900. Il passa les deux années suivantes occupé à du travail paroissial avant d’obtenir son doctorat à l’Université de Munich en 1904.
En 1915, il devint professeur de théologie à Munich. Deux ans plus tard, il accepta une chaire de théologie morale à Strasbourg (alors dans l'Empire allemand) puis alla en 1919 enseigner la théologie dogmatique à l’Université de Tübingen. Il prit sa retraite de ce poste en 1949.
Il a beaucoup écrit sur la théologie. Parmi ses livres on peut citer : La Conception de l’Église de Tertullien, L’Enseignement spirituel de saint Augustin (Die geistige Entwicklung des heiligen Augustinus), Le Christ notre frère (Christus unser Bruder), Le Fils de Dieu, L’Esprit du catholicisme, Les Racines de la Réforme, Le Christ de la foi (Der Christus des Glaubens) et Un et Saint.
Adam est surtout connu pour son œuvre de 1924 Das Wesen des Katholizismus (Le Vrai Visage du catholicisme), ouvrage largement traduit et encore imprimé aujourd’hui. Dans cet ouvrage, il discute avec les laïcs sur la foi catholique et sur le rôle de l’Église en tant que gardienne de la foi.

## Position pendant le Troisième Reich
Juste après l'arrivée d'Hitler au pouvoir en 1933, il devint membre du NSDAP, le parti national-socialiste. Il fut le théologien catholique le plus éminent à justifier la réconciliation du catholicisme et du national-socialisme, dans un « œcuménisme » pour le moins douteux. En 1934, il attaque ce qu’on appelait alors la religion allemande, nouvelle religion païenne prônée par le régime, dans un discours sur Le Christ éternel. 

## Principaux ouvrages
- Das sogenannte Bußedikt des Papstes Kallistus 1917
- Die kirchliche Sündenvergebung nach dem hl. Augustin 1917
- Das Wesen der Katholizismus 1924 (traduit en anglais The Spirit of Catholicism, 1929, et en français Le Vrai Visage du catholicisme, Grasset, 1931)
- Christus und der Geist des Abendlandes 1929
- Christus unser Bruder, 1931
- Le Fils de Dieu, 1934
- Un et Saint, 1934.
- Der erste Mensch im Licht der Bibel und der Naturwissenschaft, Darmstadt, Wissenschaftl. Buchges., 1959, Sonderausg.